# 低鰭副獅子魚
低鰭副獅子魚，為輻鰭魚綱鮋形目杜父魚亞目獅子魚科的其中一種，分布於西大西洋區，從加拿大聖羅倫斯灣至墨西哥灣海域，棲息深度150-1207公尺，體長可達14.2公分，為深海底棲性魚類，屬肉食性，生活習性不明。

## 擴展閱讀
維基物種上的相關：低鰭副獅子魚